# Dubai Cultural Sports Club
Il Dubai Cultural Sports Club, in arabo نادي دبي الثقافي الرياضي, era un'associazione sportiva di Dubai che militava nella UAE Arabian Gulf League.
Nel 2017 la squadra si è unita con l'Al Shabab Al Arabi Club e l'Al-Ahli Club andando a formare l'Shabab Al-Ahli Dubai FC

## Palmarès
- UAE Second Division: 2

2001-2002, 2003-2004
- UAE Vice-President Cup: 1

2009-2010
- UAE Federation Cup: 1

2009-2010
- Coppa della Federazione calcistica degli Emirati Arabi Uniti: 1

2014-2015